# Duel au Texas
Pour plus de détails, voir Fiche technique et Distribution.
Duel au Texas (Duello nel Texas) est un film italien co-réalisé par Ricardo Blasco et Mario Caiano, sorti en 1963.
Le film est le premier western produit par la Jolly Film d'Arrigo Colombo et Giorgio Papi, la société qui produira l'année suivante Pour une poignée de dollars, le film qui ouvrira l'épopée du western italien. C'est aussi le premier western dont la bande originale est composée par Ennio Morricone.

## Synopsis
Près de Carteville, une petite ville du Texas proche de la frontière mexicaine, se trouve la maison où vit et travaille la famille Martinez. C'est une famille de chercheurs d'or mexicains composée du vieux Don Diego et de ses enfants Manuel et Elisa. La famille comprenait également Ricardo, surnommé Gringo, un jeune orphelin américain adopté par Diego, mais il est parti au Mexique depuis quatre ans pour combattre aux côtés des révolutionnaires. Un jour, alors que Manuel et Elisa sont au travail, trois personnages masqués attaquent la ferme des Martinez, blessant gravement Don Diego et le dépouillant de tout l'or qu'il a amassé au cours de ses années de travail. Manuel entend le bruit des coups de feu et se précipite. Il voit les assaillants s'enfuir et les poursuit, mais il est blessé. Il est aidé par Gringo, qui a fui après un affrontement avec les troupes mexicaines et est revenu juste à temps pour recueillir le dernier souffle de son père adoptif.
Avec l'aide de Manuel, il découvre que la responsabilité de l'agression incombe à une organisation criminelle dirigée par le shérif, qui comprend quelques notables locaux ainsi que Maria Huerta, la tenancière du saloon. Le but de leurs actions est de s'emparer des terres des Martinez. Alors qu'il est sur le point de découvrir l'identité des trois mystérieux assaillants de la ferme, il est injustement accusé de meurtre et condamné à mort. Libéré par Manuel et Elisa, il affronte les oppresseurs de la ville dans un duel sanglant, les battant une fois pour toutes.

## Fiche technique
- Titre français : Duel au Texas[1]
- Titre original italien : Duello nel Texas[2]
- Titre espagnol : Gringo
- Réalisation : Ricardo Blasco, Mario Caiano (non crédité, a réalisé certaines scènes)
- Scénario : Albert Band, Ricardo Blasco, James Donald Prindle
- Photographie : Massimo Dallamano (sous le nom de « Jack Dalmas »)
- Montage : Rosy Salgado
- Musique : Ennio Morricone (sous le nom de « Dan Savio » comme compositeur et celui de « Leo Nichols » comme chef d'orchestre)
- Décors : Francisco Canet
- Maquillage : Franck Puyol
- Production : Albert Band, José Gutierrez-Maesso, Arrigo Colombo, Giorgio Papi
- Sociétés de production : Jolly Film (Rome), Tecisa Film (Madrid)
- Pays de production :  Italie •  Espagne
- Langues originales : italien
- Format : Couleur par Technicolor • 1,85:1 • Son mono • 35 mm
- Durée : 91 minutes (1 h 31)
- Genre : Western spaghetti
- Dates de sortie :
  - Italie : 19 septembre 1963
  - France : 12 février 1964[1]
  - Espagne : 31 août 1964

## Distribution
- Richard Harrison : Ricardo Martinez, dit « Gringo »
- Giacomo Rossi Stuart : Shérif Lance Corbett
- Mikaela Rodriguez (es) (sous le nom de « Mikaela ») : Maria
- Sara Lezana (es) : Elisa Martinez
- Daniel Martín (sous le nom de « Dan Martin ») : Manuel Martinez
- Barta Barri (de) : Lou Steadman
- Rodolfo Del Campo (sous le nom de « Sam Field ») : Dr. Bancroft
- Bruna Simionato (sous le nom de « Barbara Simon ») : Rosa Cardenas
- Agustín González : Zeke Wilson
- Gonzalo Ezquiroz : Kincaid Wilson
- Angel Solano (sous le nom de « Mike Solano ») : Miller
- Aldo Sambrell (sous le nom d'« Ald Sambrell ») : Juan Garrulo
- Tito García (es) : Sanchez (non crédité)
- José Calvo : Francisco (non crédité)
- Nazzareno D'Aquilio (sous le nom de « Nataan D'Eagle »)
- Tullio Tomadoni (sous le nom de « Telly Thomas »)

## Production
Outre une chanson interprétée par Mikaela (es), Dicky Jones chante A Gringo like Me. Une version de Peter Tevis (en) figure également sur la bande originale.
Les lieux de tournage étaient Alcalá de Henares, Hoyo de Manzanares et Titulcia.
D'après Marco Giusti, les producteurs n'étaient pas très satisfaits des scènes d'action tournés par Ricardo Blasco, et ont donc fait appel à l'italien Mario Caiano pour retourner ces scènes pendant une semaine.